# マディソン (自転車競技)
マディソン (Madison)とは自転車競技のトラックレースの一種目で、その呼称はニューヨーク市のマディソン・スクエア・ガーデンに由来する。フランス語では「アメリカンレース」(course à l'américaine)と呼ばれる。

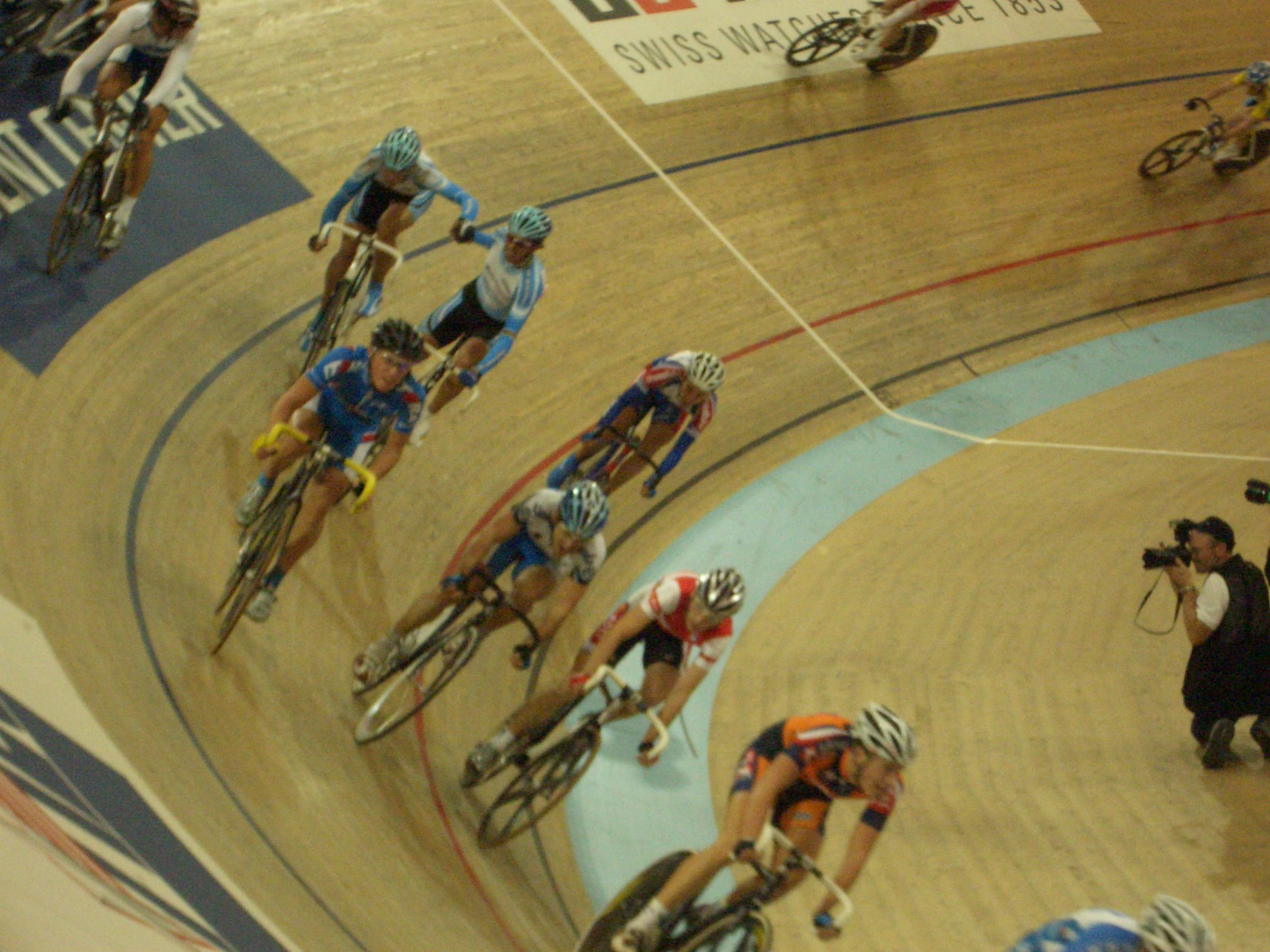
マディソン競技におけるタッグの様子

レースの方式はポイントレースの変形である。二人一組（時折三人一組）のチーム複数によって競われるが、常に各チームのうちの誰か一人の選手だけがレースに参加しているのが特徴である。定期的に各チームは、「タッグ」によって選手交代を行う。この「タッグ」は走行を終える選手がこれから走行を開始する選手と手をつないで手を引くことで、走行を終える選手が持つ運動量をできるだけ次の選手に引き継ぐことで行われる。次の選手の腰を押してもよい。走行を終えた選手はその後バンクの最上部に移動して次の出番までの間体力を回復させる。
各チームは他チームとの周回数の比較とレースの間定期的に設定されたスプリントポイントの獲得数によって順位付けが行われる。スプリントポイントの前の周回にはそれを知らせるためにベルが鳴らされる。